# Ulica Wałowa w Radomiu
Ulica Wałowa w Radomiu – ulica w Radomiu wyznaczająca granicę między dzielnicami Miasto Kazimierzowskie i Śródmieście.
Ulica Wałowa biegnie od placu Kazimierza Wielkiego do ulicy Limanowskiego. Znajduje się w ciągu drogi powiatowej nr 5339W. Ulica Wałowa łączy się z ulicami: Grodzka, Krakowska, Lekarska, Mała, Podwalna.  Długość ulicy wynosi około 550 metrów.
Nazwa ulicy pochodzi od wałów miejskich – ulica położona jest przy ich pozostałościach. Nazwa ulicy została wymieniona na planie Radomia z 1846. W czasie II wojny światowej ulica znajdowała się w getcie radomskim.

## Zabytki
Rejestr zabytków
W rejestrze zabytków Narodowego Instytutu Dziedzictwa znajdują się poniższe obiekty położone przy ulicy Wałowej:
- Kolegium Pijarów (Rynek 11), XVIII–XIX w.
- nr 20 (Rynek 13) – oficyna domu przy Rynku

Gminna ewidencja zabytków
Do Gminnej Ewidencji Zabytków Miasta Radomia, oprócz obiektów z rejestru zabytków, wpisane są też budynki.
- nr 1 – dom murowany, 1. poł. XIX w.
- nr 3 – dom murowany, 1. poł. XIX w.
- nr 5 – dom murowany, 1. poł. XIX w.
- nr 7 – dom murowany, 1. poł. XIX w.
- nr 16 – dom murowany, 2. poł. XIX w.
- nr 18 – dom murowany, poł. XIX w.
- nr 21 – dom murowany, ok. 1830
- nr 22 – dom murowany, poł. XIX w.
- nr 23 – dom murowany, 2. poł. XIX w.
- nr 25 – dom murowany, 2. poł. XIX w.
- nr 27 – dom murowany, 2. poł. XIX w.
- nr 28 – dom murowany, 2. poł. XIX w.
- Wałowa / Staromiejska 45 – budynek dawnego browaru, koniec XIX w.

Od strony Wałowej w ścianie budynku kolegium pijarów znajduje się fragment dawnych murów miejskich z reliktami Bramy Krakowskiej (Iłżeckiej). Pomiędzy ulicą Wałową a Grodzką znajdują się też pozostałości Zamku Królewskiego w Radomiu: dawny Dom Wielki zamku, po przebudowie w XIX w. plebania kościoła farnego (Grodzka 10) oraz Dom Starościński, wybudowany w XIX w. na fundamentach zamkowego budynku gospodarczego (Grodzka 8).

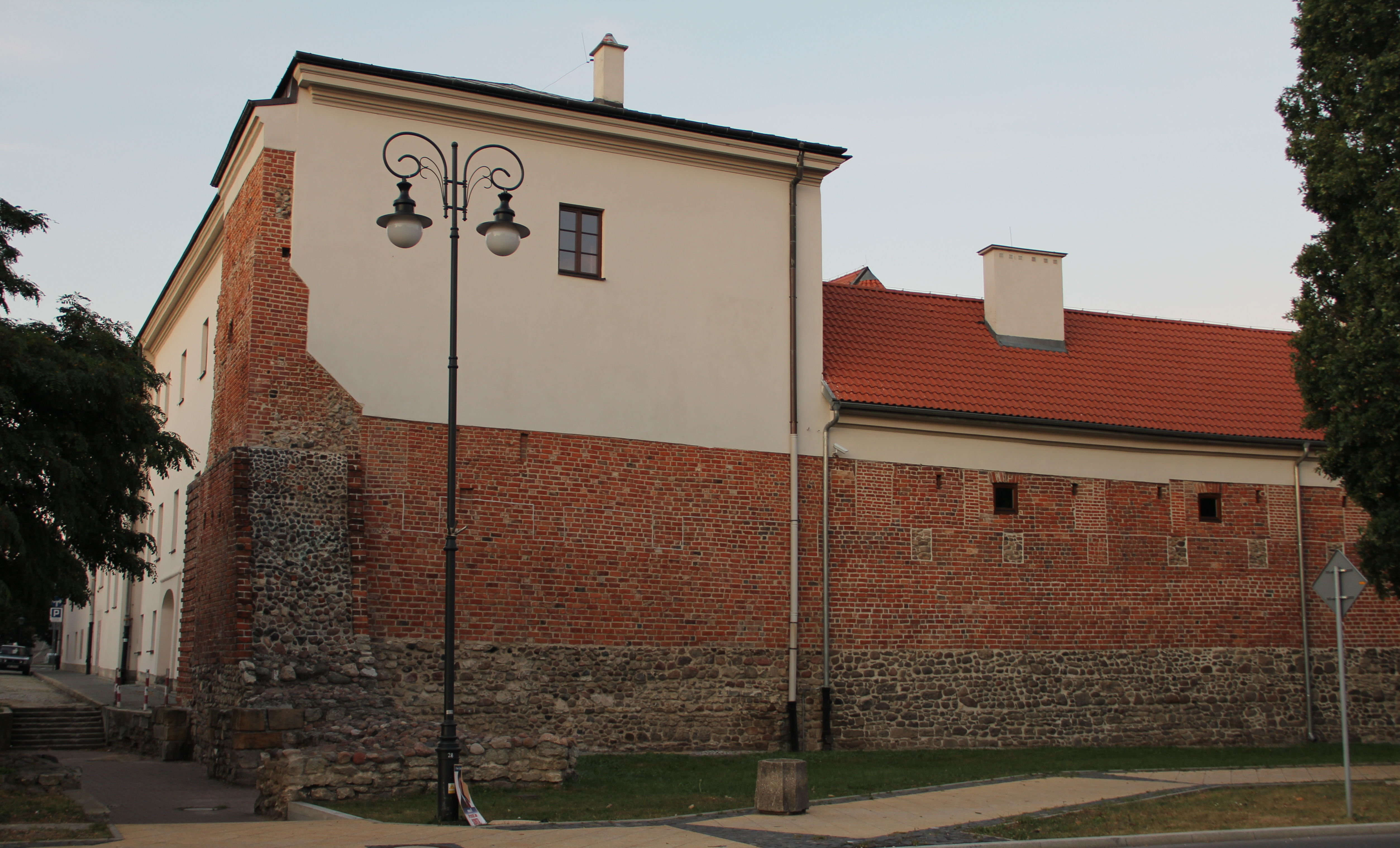
Pozostałość murów miejskich i Bramy Krakowskiej
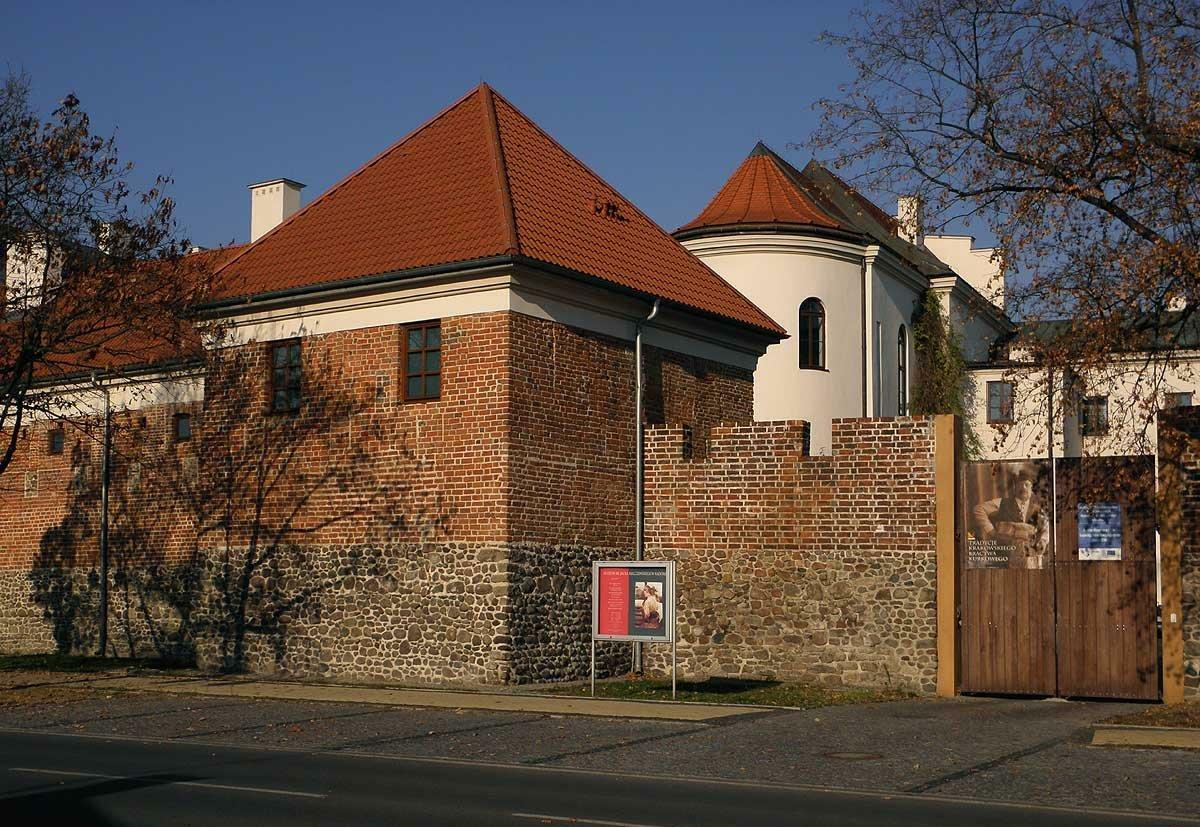
Zrekonstruowana baszta murów miejskich
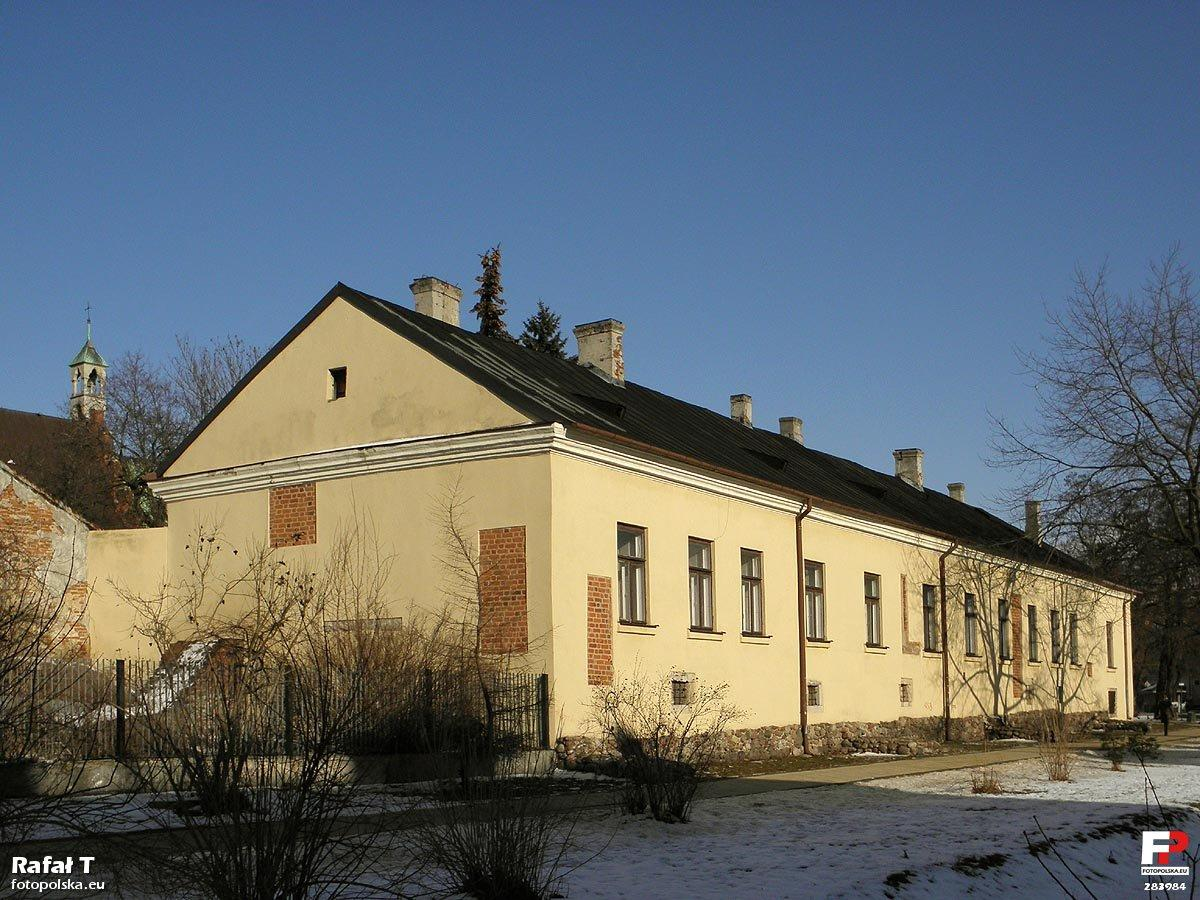
Przebudowane pozostałości zamkowego „Domu Wielkiego” (obecnie plebania)
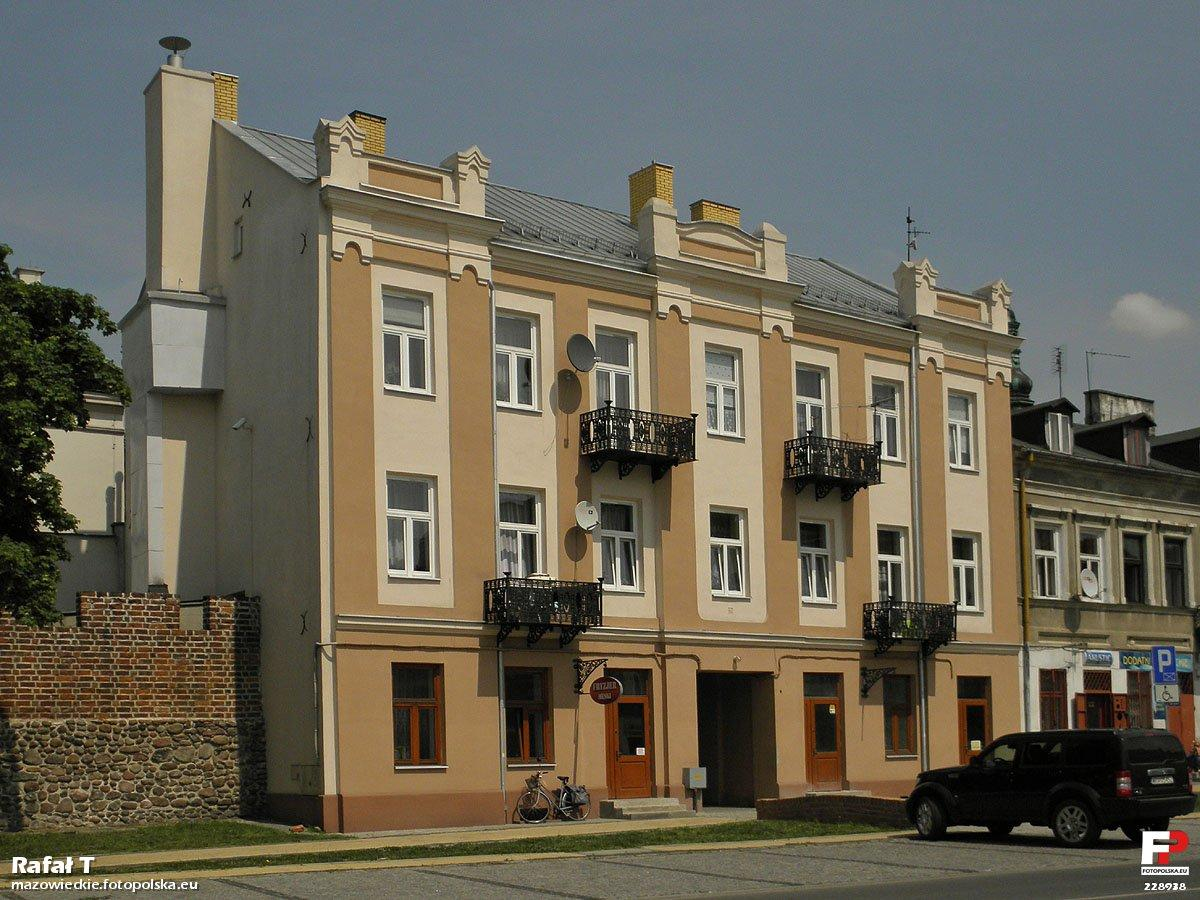
Odrestaurowana kamienica przy Wałowej 22